# Barbara Remberk
Barbara Remberk – polska psychiatra, dr hab. nauk medycznych, adiunkt Instytutu Psychiatrii i Neurologii.

## Życiorys
Obroniła pracę doktorską, 1 grudnia 2016 habilitowała się na podstawie pracy zatytułowanej Psychozy o wczesnym początku: diagnoza, przebieg i rokowanie. Jest zatrudniona na stanowisku adiunkta w Instytucie Psychiatrii i Neurologii.